# Морська черепаха Рідлі
Морська́ черепа́ха Рі́длі або Рі́длея (Lepidochelys) — рід черепах родини Морські черепахи підряду Морські черепахи. Має 2 види.

## Опис
Загальна довжина карапаксу представників цього роду коливається від 58 до 72 см, вага від 35 до 50 кг. Голова середнього розміру, трикутної форми. Карапакс округлий або нагадує за формою серце. Карапакс кістяной, немає гребеня. Кінцівки великі, дуже розвинені для плавання.
Забарвлення карапаксу зеленувате або оливкове. Пластрон жовтуватий. Молоді черепахи значно темніше, майже чорні.

## Спосіб життя
Увесь час проводять у морі, зустрічаються на мілині біля узбережжя. Виходять на суходіл лише для відкладання яєць. Харчується рибою, медузами, молюсками, креветками, крабами, іноді водоростями.
Самиці відкладають до 100–110 яєць. Інкубаційний період триває 45—70 діб. за сезон буває декілька кладок.

## Розповсюдження
Мешкають в Атлантичному, Індійському та Тихому океанах.

## Види
- Lepidochelys kempii
- Lepidochelys olivacea